# 幸福寺 (久喜市菖蒲町河原井)
幸福寺（こうふくじ）は、埼玉県久喜市にある曹洞宗の寺院。なお、当寺の約4キロメートル西南西の同市菖蒲町下栢間に同名の寺がある。そちらの寺も曹洞宗である。

## 歴史
創建年代は不明であるが、孝天存舜によって開山された。存舜は現在の白岡市の興善寺の第3代住職であり、1571年（元亀2年）に寂した僧侶であることから、室町時代末期に創建されたものと推測される。
明治時代初期、興善寺の第25代住職の台嶽祥雲によって中興された。近くの寺を吸収合併したり、これまで「天得山光福寺」と称していたのを「天徳山幸福寺」に改称した。また本尊を薬師如来から地蔵菩薩に変更している。

## 文化財
- 円空作木造不動明王坐像（久喜市指定文化財 平成4年11月30日指定）[2]

## 交通アクセス
- 路線バス局前停留所より徒歩8分。